# 나카무라 다이스케 (축구 선수)
나카무라 다이스케(일본어: 中村 太亮, 1989년 7월 19일 ~ )는 일본의 전 축구 선수이다.

## 구단 경력
그는 2008년부터 2022년까지 J리그의 교토 상가 FC, 알비렉스 니가타, 몬테디오 야마가타, 제프 유나이티드 지바, 주빌로 이와타, 오미야 아르디자, 이와테 그루자 모리오카에서 활동하였다.